# Championnats d'Europe de karaté juniors et cadets 2015
 (octobre 2015).
Les championnats d'Europe de karaté juniors et cadets 2015 auront lieu en février 2015 à Bâle, en Suisse. Il devrait s'agir de la 42e édition des championnats d'Europe de karaté juniors et cadets.

## Résultats

### Cadets

#### Kata
| Rang | Pays    | Karatéka |
| ---- | ------- | -------- |
| 1    | À venir | À venir  |
| 2    | À venir | À venir  |
| 3    | À venir | À venir  |
| 3    | À venir | À venir  |
| 5    | À venir | À venir  |
| 5    | À venir | À venir  |
| 7    | À venir | À venir  |
| 7    | À venir | À venir  |

| Rang | Pays    | Karatéka |
| ---- | ------- | -------- |
| 1    | À venir | À venir  |
| 2    | À venir | À venir  |
| 3    | À venir | À venir  |
| 3    | À venir | À venir  |
| 5    | À venir | À venir  |
| 5    | À venir | À venir  |
| 7    | À venir | À venir  |
| 7    | À venir | À venir  |

#### Kumite

##### Kumitemasculin
| Rang | Pays    | Karatéka |
| ---- | ------- | -------- |
| 1    | À venir | À venir  |
| 2    | À venir | À venir  |
| 3    | À venir | À venir  |
| 3    | À venir | À venir  |
| 5    | À venir | À venir  |
| 5    | À venir | À venir  |
| 7    | À venir | À venir  |
| 7    | À venir | À venir  |

| Rang | Pays    | Karatéka |
| ---- | ------- | -------- |
| 1    | À venir | À venir  |
| 2    | À venir | À venir  |
| 3    | À venir | À venir  |
| 3    | À venir | À venir  |
| 5    | À venir | À venir  |
| 5    | À venir | À venir  |
| 7    | À venir | À venir  |
| 7    | À venir | À venir  |

| Rang | Pays    | Karatéka |
| ---- | ------- | -------- |
| 1    | À venir | À venir  |
| 2    | À venir | À venir  |
| 3    | À venir | À venir  |
| 3    | À venir | À venir  |
| 5    | À venir | À venir  |
| 5    | À venir | À venir  |
| 7    | À venir | À venir  |
| 7    | À venir | À venir  |

| Rang | Pays    | Karatéka |
| ---- | ------- | -------- |
| 1    | À venir | À venir  |
| 2    | À venir | À venir  |
| 3    | À venir | À venir  |
| 3    | À venir | À venir  |
| 5    | À venir | À venir  |
| 5    | À venir | À venir  |
| 7    | À venir | À venir  |
| 7    | À venir | À venir  |

| Rang | Pays    | Karatéka |
| ---- | ------- | -------- |
| 1    | À venir | À venir  |
| 2    | À venir | À venir  |
| 3    | À venir | À venir  |
| 3    | À venir | À venir  |
| 5    | À venir | À venir  |
| 5    | À venir | À venir  |
| 7    | À venir | À venir  |
| 7    | À venir | À venir  |

| Rang | Pays    | Karatéka |
| ---- | ------- | -------- |
| 1    | À venir | À venir  |
| 2    | À venir | À venir  |
| 3    | À venir | À venir  |
| 3    | À venir | À venir  |
| 5    | À venir | À venir  |
| 5    | À venir | À venir  |
| 7    | À venir | À venir  |
| 7    | À venir | À venir  |

##### Kumiteféminin
| Rang | Pays    | Karatéka |
| ---- | ------- | -------- |
| 1    | À venir | À venir  |
| 2    | À venir | À venir  |
| 3    | À venir | À venir  |
| 3    | À venir | À venir  |
| 5    | À venir | À venir  |
| 5    | À venir | À venir  |
| 7    | À venir | À venir  |
| 7    | À venir | À venir  |

| Rang | Pays    | Karatéka |
| ---- | ------- | -------- |
| 1    | À venir | À venir  |
| 2    | À venir | À venir  |
| 3    | À venir | À venir  |
| 3    | À venir | À venir  |
| 5    | À venir | À venir  |
| 5    | À venir | À venir  |
| 7    | À venir | À venir  |
| 7    | À venir | À venir  |

| Rang | Pays    | Karatéka |
| ---- | ------- | -------- |
| 1    | À venir | À venir  |
| 2    | À venir | À venir  |
| 3    | À venir | À venir  |
| 3    | À venir | À venir  |
| 5    | À venir | À venir  |
| 5    | À venir | À venir  |
| 7    | À venir | À venir  |
| 7    | À venir | À venir  |

### Juniors

#### Épreuves individuelles

##### Kata
| Rang | Pays    | Karatéka |
| ---- | ------- | -------- |
| 1    | À venir | À venir  |
| 2    | À venir | À venir  |
| 3    | À venir | À venir  |
| 3    | À venir | À venir  |
| 5    | À venir | À venir  |
| 5    | À venir | À venir  |
| 7    | À venir | À venir  |
| 7    | À venir | À venir  |

| Rang | Pays    | Karatéka |
| ---- | ------- | -------- |
| 1    | À venir | À venir  |
| 2    | À venir | À venir  |
| 3    | À venir | À venir  |
| 3    | À venir | À venir  |
| 5    | À venir | À venir  |
| 5    | À venir | À venir  |
| 7    | À venir | À venir  |
| 7    | À venir | À venir  |

##### Kumite

###### Kumitemasculin
| Rang | Pays    | Karatéka |
| ---- | ------- | -------- |
| 1    | À venir | À venir  |
| 2    | À venir | À venir  |
| 3    | À venir | À venir  |
| 3    | À venir | À venir  |
| 5    | À venir | À venir  |
| 5    | À venir | À venir  |
| 7    | À venir | À venir  |
| 7    | À venir | À venir  |

| Rang | Pays    | Karatéka |
| ---- | ------- | -------- |
| 1    | À venir | À venir  |
| 2    | À venir | À venir  |
| 3    | À venir | À venir  |
| 3    | À venir | À venir  |
| 5    | À venir | À venir  |
| 5    | À venir | À venir  |
| 7    | À venir | À venir  |
| 7    | À venir | À venir  |

| Rang | Pays    | Karatéka |
| ---- | ------- | -------- |
| 1    | À venir | À venir  |
| 2    | À venir | À venir  |
| 3    | À venir | À venir  |
| 3    | À venir | À venir  |
| 5    | À venir | À venir  |
| 5    | À venir | À venir  |
| 7    | À venir | À venir  |
| 7    | À venir | À venir  |

| Rang | Pays    | Karatéka |
| ---- | ------- | -------- |
| 1    | À venir | À venir  |
| 2    | À venir | À venir  |
| 3    | À venir | À venir  |
| 3    | À venir | À venir  |
| 5    | À venir | À venir  |
| 5    | À venir | À venir  |
| 7    | À venir | À venir  |
| 7    | À venir | À venir  |

| Rang | Pays    | Karatéka |
| ---- | ------- | -------- |
| 1    | À venir | À venir  |
| 2    | À venir | À venir  |
| 3    | À venir | À venir  |
| 3    | À venir | À venir  |
| 5    | À venir | À venir  |
| 5    | À venir | À venir  |
| 7    | À venir | À venir  |
| 7    | À venir | À venir  |

| Rang | Pays    | Karatéka |
| ---- | ------- | -------- |
| 1    | À venir | À venir  |
| 2    | À venir | À venir  |
| 3    | À venir | À venir  |
| 3    | À venir | À venir  |
| 5    | À venir | À venir  |
| 5    | À venir | À venir  |
| 7    | À venir | À venir  |
| 7    | À venir | À venir  |

###### Kumiteféminin
| Rang | Pays    | Karatéka |
| ---- | ------- | -------- |
| 1    | À venir | À venir  |
| 2    | À venir | À venir  |
| 3    | À venir | À venir  |
| 3    | À venir | À venir  |
| 5    | À venir | À venir  |
| 5    | À venir | À venir  |
| 7    | À venir | À venir  |
| 7    | À venir | À venir  |

| Rang | Pays    | Karatéka |
| ---- | ------- | -------- |
| 1    | À venir | À venir  |
| 2    | À venir | À venir  |
| 3    | À venir | À venir  |
| 3    | À venir | À venir  |
| 5    | À venir | À venir  |
| 5    | À venir | À venir  |
| 7    | À venir | À venir  |
| 7    | À venir | À venir  |

| Rang | Pays    | Karatéka |
| ---- | ------- | -------- |
| 1    | À venir | À venir  |
| 2    | À venir | À venir  |
| 3    | À venir | À venir  |
| 3    | À venir | À venir  |
| 5    | À venir | À venir  |
| 5    | À venir | À venir  |
| 7    | À venir | À venir  |
| 7    | À venir | À venir  |

#### Épreuves par équipes

##### Kata
| Rang | Pays    |
| ---- | ------- |
| 1    | À venir |
| 2    | À venir |
| 3    | À venir |
| 3    | À venir |
| 5    | À venir |
| 5    | À venir |
| 7    | À venir |
| 7    | À venir |

| Rang | Pays    |
| ---- | ------- |
| 1    | À venir |
| 2    | À venir |
| 3    | À venir |
| 3    | À venir |
| 5    | À venir |
| 5    | À venir |
| 7    | À venir |
| 7    | À venir |

##### Kumite
| Rang | Pays    |
| ---- | ------- |
| 1    | À venir |
| 2    | À venir |
| 3    | À venir |
| 3    | À venir |
| 5    | À venir |
| 5    | À venir |
| 7    | À venir |
| 7    | À venir |

| Rang | Pays    |
| ---- | ------- |
| 1    | À venir |
| 2    | À venir |
| 3    | À venir |
| 3    | À venir |
| 5    | À venir |
| 5    | À venir |
| 7    | À venir |
| 7    | À venir |